# Двохозерна
Двохозе́рна (рос. Двухозёрная) — присілок у складі Мішкинського району Курганської області, Росія. Входить до складу Купайської сільської ради.
Населення — 22 особи (2010, 44 у 2002).